# Teanina
La teanina, gamma glutamiletilamida o 5-N-etil-glutamina es un aminoácido y análogo del ácido glutámico, que se encuentra comúnmente en el té (infusiones de Camellia sinensis). Este aminoácido está disponible principalmente en el té verde, el té negro y otras variedades orientales; también se encuentra en el hongo basidiomiceto Boletus badius e Ilex guayusa. Se comercializa además como suplemento alimenticio.
Químicamente, este compuesto se llama L-teanina que es el enantiómero levógiro. En 1950, el Laboratorio del Té de Kioto (Japón) aisló con éxito la teanina de la hoja del gyokuro, una variedad de té verde de ese país, que tiene un alto contenido de dicho compuesto. La teanina es un análogo de la glutamina y el glutamato, y puede cruzar la barrera hematoencefálica.
La Autoridad Europea de Seguridad Alimentaria, cuando se le solicitó una opinión científica, concluyó que no se había establecido una relación de causa y efecto entre el consumo de L-teanina y sus supuestas propiedades: mejora de la función cognitiva, alivio del estrés psicológico, mantenimiento del sueño normal o reducción de las molestias menstruales. Por lo tanto, las declaraciones de propiedades saludables de L-teanina no están reconocidas en la Unión Europea.

## Digestión y metabolismo
La teanina es un aminoácido abundante en el té verde y se absorbe, tras la ingestión oral, en el intestino delgado y se hidroliza en glutamato y etilamina en el intestino y el hígado. En ratas, el pico de concentración plasmática se produce a los 30 minutos después de la ingesta oral. Algunos informes sugieren que la teanina podría desdoblar sus aminoácidos y liberar ácido glutámico en el sistema nervioso, debido a que su estructura es similar al glutamato, que es el neurotransmisor con más volumen de uso. Se sugirió que la hidrólisis enzimática de teanina a ácido glutámico y etilamina se lleva a cabo en el riñón gracias a la enzima glutaminasa.
La teanina atraviesa la barrera hematoencefálica mediante el sistema de transporte de los aminoácidos grandes neutros (de preferencia por leucina). Al cruzar la barrera sangre-cerebro, registra los efectos farmacológicos directamente. A este nivel y dada la acción del glutamato, y la facilidad con que el cerebro reaprovecha este aminoácido, la relación con la estimulación de receptores metabotrópicos es evidente. Aún no queda clara la relación con los niveles de ácido γ-aminobutírico, puesto que la relación de activación/inhibición no es directa en relación con los niveles plasmáticos de la misma.

## Efectos
Aunque relacionado estructuralmente con el neurotransmisor excitatorio glutamato, la teanina sólo tiene una débil afinidad por los receptores del glutamato en las células postsinápticas. En cambio, su principal efecto parece aumentar el nivel general del inhibidor del neurotransmisor GABA. La teanina también aumenta los niveles de dopamina y tiene una baja afinidad por los receptores AMPA, kainato y NMDA. Su efecto sobre la serotonina es todavía tema de debate en la comunidad científica, con estudios que muestran tanto aumentos como disminución en los niveles de serotonina en el cerebro, utilizando protocolos experimentales similares.
La teanina muestra efectos estimulantes, con efecto reductor en la tensión física y mental, mejora de la cognición y el humor, de una manera sinérgica con la cafeína. Es un potenciador cognitivo que promueve el estado de alerta, la atención-concentración, activando el área temporal, frontal, parietal y occipital del cerebro, mejorando los procesos de la memoria y el aprendizaje; estimula la neurogénesis adulta, la actividad del hipocampo.
Su estudio en animales comprobó una característica inusual para un aminoácido, ya que es capaz de cruzar la barrera hematoencefálica. Se teoriza que las características de asociación de la teanina con el GABA, reducen el poder estimulante de la teofilina contenida en el té negro, a comparación del café. También promueve la producción de ondas alfa en el cerebro, asociadas comúnmente al estado de vigilia. La teanina no se elimina en el proceso del descafeinado, ya que no es un alcaloide.
Los investigadores también especulan que puede inhibir la excitotoxicidad del ácido glutámico. Los estudios en ratas han demostrado en numerosas pruebas repetidas, que dosis extremadamente altas de teanina causan pocos o ningunos efectos nocivos físicos o psicológicos en el organismo. La teanina ha demostrado tener además efectos neuroprotectores.
Un ensayo controlado con placebo ha demostrado que la adición de teanina en curso con otros fármacos antipsicóticos demuestra ser eficaz para reducir algunos síntomas de la esquizofrenia.

## Uso como suplemento
Una revisión sistemática de 2020 concluyó que la suplementación con L-teanina entre 200 y 400 mg por día puede ayudar a reducir el estrés y la ansiedad de forma aguda en personas con estrés agudo, pero no hay pruebas suficientes para el tratamiento del estrés crónico. Además, concluyó que se necesitan estudios clínicos más amplios y a más largo plazo para justificar su uso terapéutico.
En 2001, el Instituto Federal Alemán para la Evaluación de Riesgos (Bundesinstitut für Risikobewertung, BfR) se opuso a la adición de teanina aislada a las bebidas. El instituto declaró que la cantidad de teanina consumida por los bebedores habituales de té o café es prácticamente imposible de determinar. Si bien se estimó que la cantidad de té verde consumido por el bebedor de té japonés promedio por día contiene alrededor de 20 mg de la sustancia, no hay estudios que midan la cantidad de teanina que se extrae con los métodos de preparación típicos, o el porcentaje que se pierde al desechar la primera infusión. Por lo tanto, con los japoneses posiblemente expuestos a mucho menos de 20 mg por día, y los europeos presumiblemente incluso menos, la BfR opinaba que no se pueden excluir las reacciones farmacológicas a las bebidas que normalmente contienen 50 mg de teanina por 500 mililitros, reacciones como el deterioro de las habilidades psicomotoras y la amplificación de los efectos sedantes del alcohol y los hipnóticos.

## Comercialización
Varios fabricantes de bebidas han puesto a la venta productos que contienen teanina y los comercializan como bebidas que promueven la concentración, mientras que otros fabricantes afirman que tienen propiedades relajantes y ansiolíticas.